# Лес на Ворскле

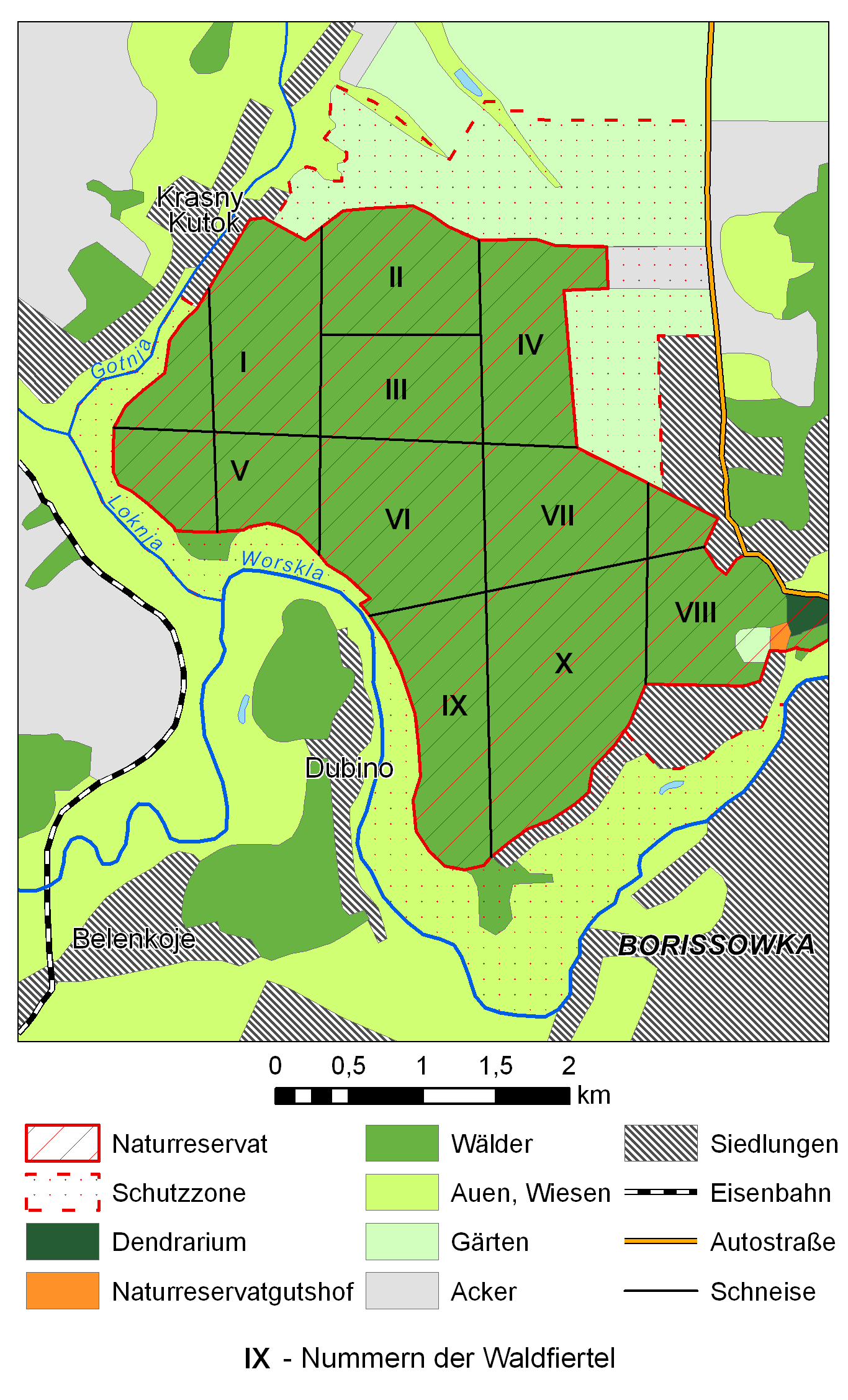
Схема участка

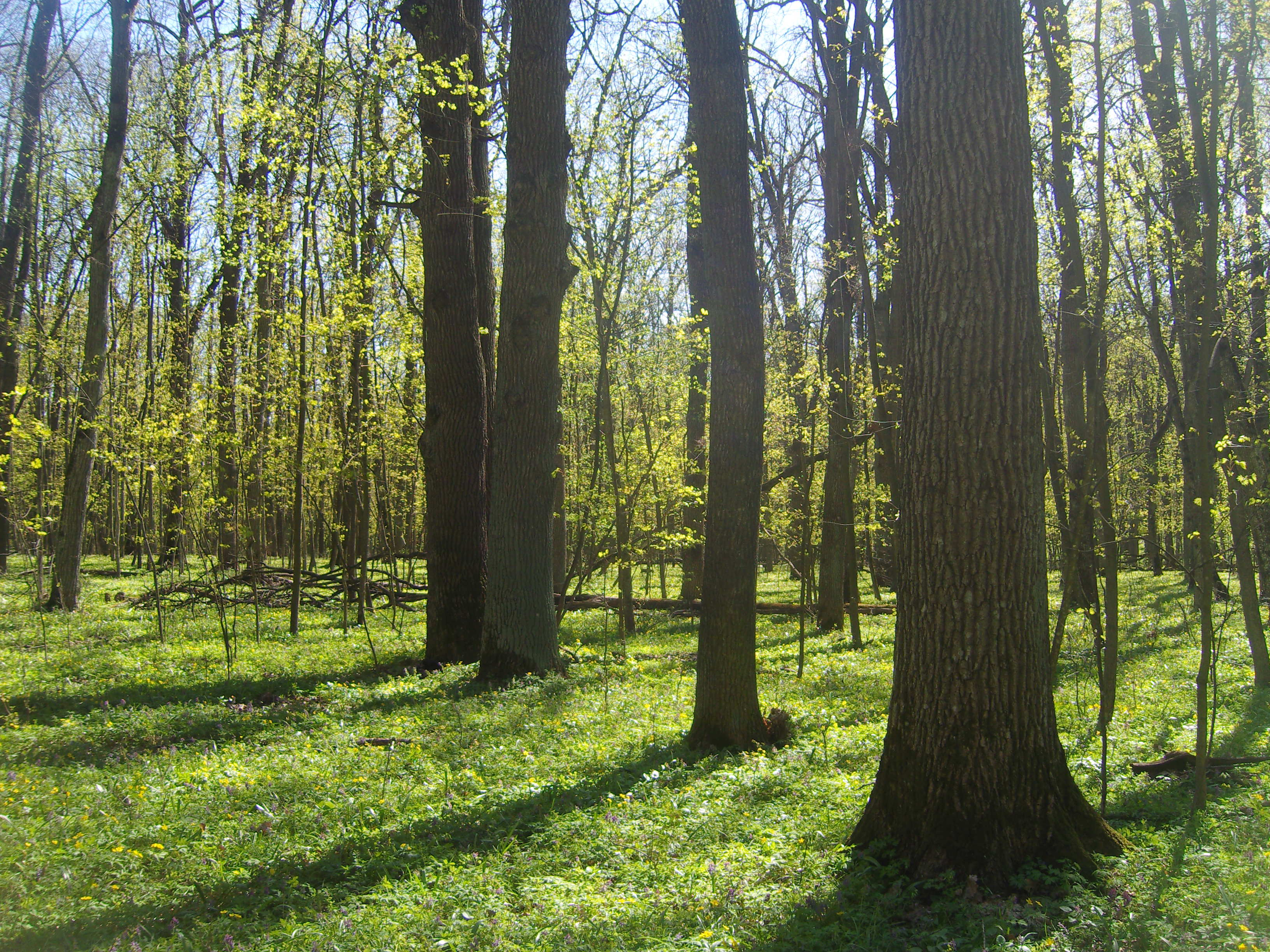
Лес весной

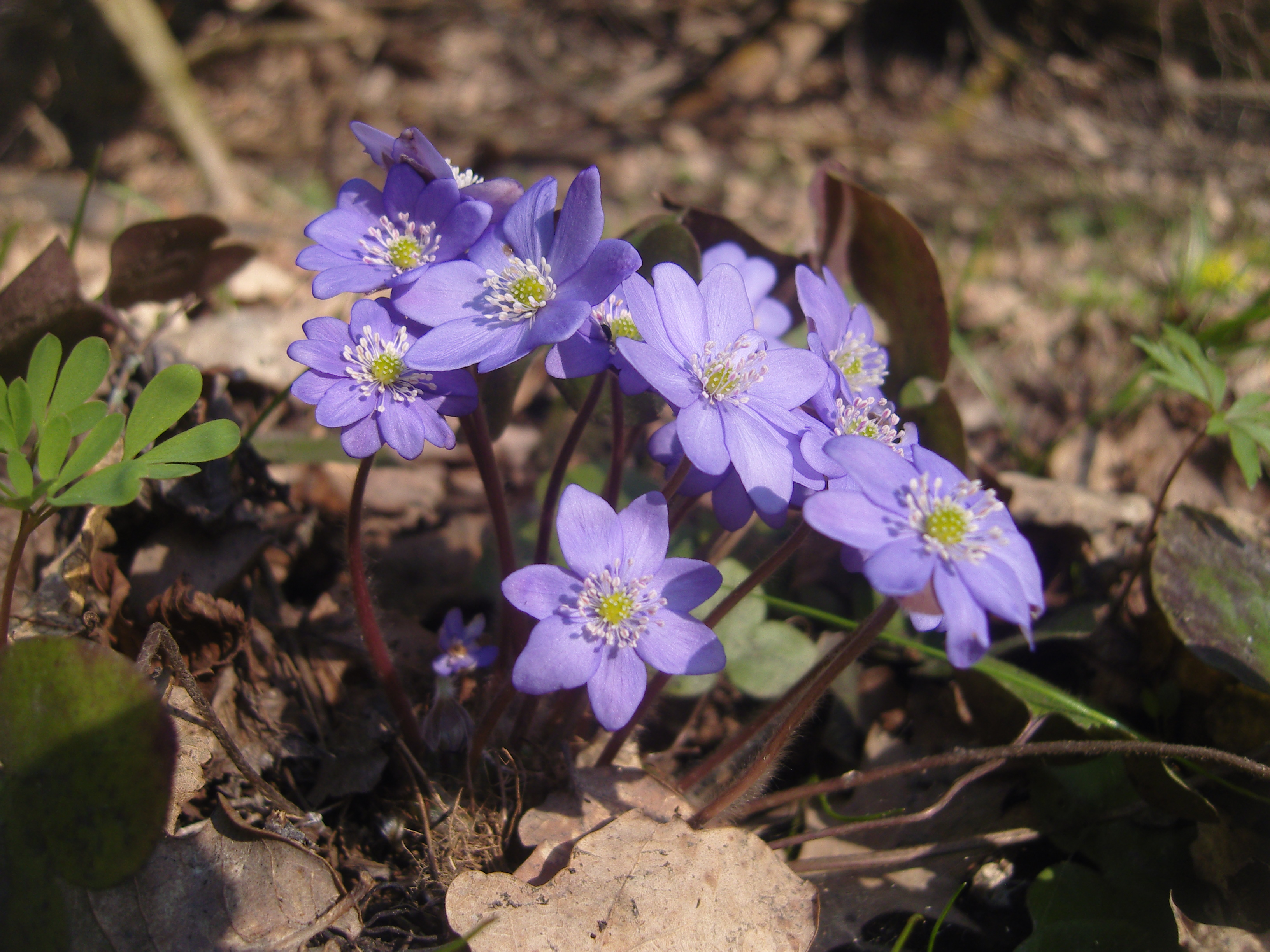
Печеночница благородная

Лес на Во́рскле — участок заповедника «Белогорье», расположенный в окрестностях посёлка Борисовка, на правом берегу верховий реки Ворсклы. Общая площадь: 1038 га. Охранная зона: 488 га.

## История участка
Участок расположен поблизости от райцентра Борисовки и находится в лесостепной зоне. Для этих мест изначально характерны были нагорные дубравы, тянущиеся по высоким правым берегам рек, остепненные участки и поросль байрачных лесов. В результате хозяйственной деятельности человека издревле заселявшего эти места, степи были почти полностью распаханы, нагорные дубравы сводились. Однако поблизости от Борисовки сохранилась реликтовая трехсотлетняя дубрава, давшая начало будущему заповеднику. Вплоть до революции этот лес по тем, или иным причинам находился под охраной: в XVII веке здесь пролегала Белгородская засечная черта, позже Пётр I, которому требовался отборный лес для строительства флота, запретил поруб деревьев в лесах, тянущихся вдоль рек, входящих в бассейн Днепра и Дона, а с начала XVIII века Борисовку приобрел сподвижник Петра I Б. П. Шереметьев. Вплоть до начала XX века дубрава использовалась потомками Шереметьева, как охотничье хозяйство. Вырубки там не велись, проход в лес был строжайше запрещен, лес охранялся. В начале XX века в 13 километрах от Борисовки прошла железная дорога и была открыта станция Новоборисовка. Появилась возможность вывозить строевой лес и владельцы угодий начали систематические вырубки. После революции начались и крестьянские порубки.
В 1920 году командированный в Борисовку из Петрограда энтомолог С. И. Малышев направил в правительство советской республики письмо о необходимости охраны уникального леса. В результате в 1924 году принято решение о создании заповедника «Лес-на-Ворскле».
В 1951 году заповедник стал учебно-опытным лесным хозяйством, однако хозяйственных вырубок в нем не проводилось и продолжал действовать охранный режим.
В 1979 году «Лес на Ворскле» вновь получил статус заповедника. В 1995 году в его ведение был передан участок «Острасьевы яры», а в 1999 году — участки «Ямская степь», «Лысые горы» и «Стенки Изгорья» (эти три участка входили до 1999 года в состав Центрально-Чернозёмного государственного природного биосферного заповедника имени профессора В. В. Алехина). В этом же году заповедник получил название «Белогорье».
В течение многих десятилетий «Лес-на-Ворскле» был базой летних практик для студентов биолого-почвенного факультета Ленинградского, а ныне — Санкт-Петербургского государственного университета. В заповеднике находились филиалы лабораторий и кафедр факультета, работали такие известные учёные, как энтомологи С. И. Малышев, А. С. Данилевский, геоботаник В. Н. Сукачёв и другие.

## Физико-географические особенности
Территорию участка с трех сторон ограничивают реки: с юга и востока — Ворскла, с запада — Готня (приток Ворсклы) с притоком Локня.
Рельеф территории, несмотря на её небольшие размеры, очень разнообразен и типичен для нагорных дубрав лесостепи. Можно выделить три различные по устройству поверхности участка местности. Верхняя терраса — наиболее приподнятая северо-восточная часть с отметками высот до 217 метров над уровнем моря. Эта часть представляет собой край междуречного плато. Средняя терраса занимает северо-западную, западную, центральную и частично южную части территории участка и приурочена, в основном, к боковым террасам долин Готни и Локни. Здесь преобладают водно-аккумулятивные и эоловые формы рельефа. Вся остальная территория, непосредственно прилегающая к долине реки Ворсклы характеризуется эрозионным типом рельефа: преобладают склоны различной крутизны, расчлененные оврагами и балками. Несколько лесных оврагов, называемых по-местному «ярами», пересекают территорию дубравы: «Вервейков яр» — самый длинный и глубокий, своего рода лесной каньон; «Волчий яр» — широкий и разветвленный; такой же «Удодов яр» и др. На некоторых участках леса хорошо заметен зоогенный микрорельеф: барсучьи и лисьи «городки» с выбросами около нор, выбросы кротов, порой кабанов, многочисленные ходы мышевидных грызунов.
Грунтовые воды почти на всей территории участка залегают на значительной глубине (25—30 м), то есть недоступны корневым системам растений, поэтому для них единственным источником водного питания служат атмосферные осадки. Постоянных водотоков и ключей на участке «Лес на Ворскле» нет, поскольку почва и подстилающие её породы имеют хорошую водопроницаемость, а водоупорные слои залегают на большой глубине. Только весной, во время таяния снегов, или после сильных летних ливней кратковременные, но бурные потоки сбегают по дну лесных оврагов.
Почвы — серые и тёмно-серые лесные, главным образом на карбонатных лёссах, характерные для дубовых лесов лесостепи. На территории участка выделяют около 20 почвенных разновидностей, различающихся по степени оподзоленности, содержанию гумуса и другим свойствам.

## Растительный мир
Участок «Лес на Ворскле» представляет собой нагорную дубраву, расположенную на правом высоком берегу реки Ворскла. На территории Центрального-Черноземья это единственный, сохранившийся до наших дней старовозрастный дубовый лес. Господствуют 100—110-летние насаждения. Около 160 га занимают дубравы в возрасте свыше 300 лет. Из древесных пород доминирующими являются дуб черешчатый, ясень обыкновенный, клён остролистный, липа мелколистная, вяз шершавый. В подлеске обычны бересклет европейский, бересклет бородавчатый, клён полевой, боярышник, тёрн. Несколько реже встречаются: клён татарский, свидина, крушина слабительная, шиповник. Из травянистых растений в нагорной дубраве широко распространены весенние растения — эфемероиды и типичное лесное широкотравье — сныть обыкновенная, копытень европейский, медуница неясная, звездчатка ланцетовидная, чина весенняя и др. В целом флора участка «Лес на Ворскле» типична для большинства лесостепных дубрав Среднерусской возвышенности. Из редких видов здесь отмечены печеночница благородная, грифола зонтичная и курчавая.

## Животный мир
Животный мир заповедного участка весьма разнообразен. Особенно богата и разнообразна орнитофауна. В «Лесу на Ворскле» насчитывается до 100 видов птиц (чёрный коршун, серая неясыть, тетеревятник, обыкновенный канюк, перепелятник, орёл-карлик, дрозды, различные синицы и др.). Из парнокопытных многочисленны кабан и европейская косуля. Из хищных встречаются: лисица, енотовидная собака, барсук, каменная куница, ласка, хорь лесной. Обычен заяц-русак. Из грызунов: многочисленны рыжая полёвка и желтогорлая мышь; обычны подземная полёвка, белка. Из насекомоядных — европейский ёж, крот, бурозубки, кутора. Из амфибий — серая жаба, остромордая лягушка. Зарегистрировано более 2500 видов насекомых, среди которых много редких (жук-олень, махаон) и около 300 видов паукообразных.